# Польссон, Мальте
Уно Мальте Валентин Польссон (швед. Uno Malte Valentin Påhlsson; род. 2 июня 1999) — шведский футболист, вратарь клуба «Хальмстад».

## Клубная карьера
Начинал заниматься футболом в «Алете». Перед началом сезона 2013 года перебрался в «Хальмию», где начал выступать за юношеские команды. Осенью 2014 года дважды попадал в заявку команды на матчи первого дивизиона, но на поле не появлялся. Дебютировал за клуб только через год. 1 ноября 2015 года в матче с «Оддевольдом» Польссон появился на поле после перерыва при счёте 3:0 в пользу соперника вместо Маркуса Сальмана и во втором тайме пропустил три мяча, а команда уступила с разгромным результатом 1:6. Это был единственный матч Мальте в сезоне, по итогам которого команда опустилась во второй дивизион. В ноябре того же года ездил на тренировки в академию немецкого «Гамбурга».
30 ноября 2018 года перешёл в «Хальмстад», подписав с клубом контракт на три года. Первую игру за новый клуб провёл 21 августа 2019 года во втором раунде кубка Швеции с «Тролльхеттаном». Через неделю он впервые появился на поле в матче Суперэттана, когда на 28-й минуте встречи с «Йёнчёпингс Сёдрой» заменил получившего повреждение Малькольма Нильссона. В 2020 году провёл все матчи на скамейке запасных. В этом сезоне команда заняла первую строчку в турнирной таблице и заслужила право выступать в Алльсвенскане. 28 августа 2021 года дебютировал в чемпионате Швеции в игре очередного тура с «Варбергом». В середине второго тайма он пропустил единственный мяч во встрече.

## Клубная статистика
| Выступление      | Выступление      | Выступление      | Лига | Лига | Кубки | Кубки | Конт. кубки | Конт. кубки | Итого | Итого |
| Клуб             | Лига             | Сезон            | Игры | Голы | Игры  | Голы  | Игры        | Голы        | Игры  | Голы  |
| ---------------- | ---------------- | ---------------- | ---- | ---- | ----- | ----- | ----------- | ----------- | ----- | ----- |
| Хальмия          | Дивизион 1       | 2015             | 1    | -3   | 0     | 0     | 0           | 0           | 1     | -3    |
| Хальмия          | Дивизион 2       | 2016             | 20   | -32  | 1     | -4    | 0           | 0           | 21    | -36   |
| Хальмия          | Дивизион 2       | 2017             | 18   | -32  | 0     | 0     | 0           | 0           | 18    | -32   |
| Хальмия          | Дивизион 2       | 2018             | 26   | -21  | 1     | -1    | 0           | 0           | 27    | -22   |
| Хальмия          | Итого            | Итого            | 65   | -88  | 2     | -5    | 0           | 0           | 67    | -93   |
| Хальмстад        | Суперэттан       | 2019             | 1    | -2   | 1     | -1    | 0           | 0           | 2     | -3    |
| Хальмстад        | Суперэттан       | 2020             | 0    | 0    | 0     | 0     | 0           | 0           | 0     | 0     |
| Хальмстад        | Алльсвенскан     | 2021             | 1    | -1   | 1     | 0     | 0           | 0           | 2     | -1    |
| Хальмстад        | Итого            | Итого            | 2    | -3   | 2     | -1    | 0           | 0           | 4     | -4    |
| Всего за карьеру | Всего за карьеру | Всего за карьеру | 67   | -91  | 4     | -6    | 0           | 0           | 71    | -97   |